# Sukeban Boy
Sukeban Boy (おいら女蛮?, Oira Sukeban) è un film del 2006, diretto da Noboru Iguchi, tratto dal manga Oira Sukeban, scritto e disegnato da Gō Nagai nel 1974. Il trucco e gli effetti speciali sono stati realizzati da Yoshihiro Nishimura, che nel 2008 diresse l'horror-splatter Tokyo Gore Police.

## Trama
Suke Banji è un ragazzo dal volto e dai modi effeminati. A causa di questo, viene costantemente umiliato dai suoi compagni di scuola, e viene invischiato in interminabili risse. Suo padre perciò gli consiglia di vestirsi da donna e di iscriversi a un liceo femminile. Suke si reca così alla sua nuova scuola e fa subito amicizia con la dolce e timida Mochiko, ma scopre che anche in questa scuola spadroneggiano le bande, la più pericolosa delle quali è quella chiamata The Pantyhose League, guidata da Kanko, che si diverte ad umiliare e a spogliare le studentesse.
Quando Mochiko viene infastidita dalla banda e umiliata, Suke accorre in suo aiuto, e inizia una lotta con Kanko, dotata di un letale calcio chiamato "Can-Can Dance Kick". Suke riesce a difendere Mochiko, ma deve combattere con un'altra banda, chiamata The Naked Witch, la cui leader spara dei proiettili dalla bocca. Intanto Kanko viene aggredita da una misteriosa ragazza mascherata, che le taglia le gambe.
Suke viene aiutata da suo padre e da altri tre uomini, che indossano il fuku alla marinara. Durante la lotta compare Kanko, su una sedia a rotelle. Sui capezzoli della leader delle Naked Witch improvvisamente appaiono due piccole mitragliatrici che sparano, ferendo i colleghi del padre di Suke e la ragazza. Mochiko si oppone brandendo una racchetta da ping pong e intercettando i colpi sparati dalle mitragliatrici, fino a quando uno di essi colpisce al petto la leader, che successivamente combatte contro Kanko, che sulle gambe amputate ha delle piccole mitragliatrici.
Suke riesce a fuggire, ma viene raggiunta dalla misteriosa ragazza mascherata, che si rivela essere Mochiko. Questa inietta sul braccio di Suke una dose di ormoni che fanno crescere due seni sul petto della ragazza. Suke si spoglia e inizia a lottare con Mochiko, quando improvvisamente il padre della ragazza inietta una dose di ormone sul corpo di Mochiko, quindi sviene. Le due ragazze mettono fine alla lotta, e Mochiko scopre di avere un pene tra le gambe.